# La Bocana (Colán)
La Bocana es un caserío peruano ubicado en el distrito de Colán, perteneciente a la provincia de Paita del departamento de Piura, al norte del Perú. 

## Ubicación
La Bocana se ubica al noroeste de la provincia de Paita, en el distrito de Colán, en el departamento de Piura. 

## Demografía
En 2017 La Bocana tenía una población de 585 habitantes.
| Gráfica de evolución demográfica de La Bocana entre 1993 y 2017 |
|                                                                 |
| Fuentes: Población 1993 y 2017                                  |